# Кротон (міфологія)
Кротон (др.-грец. Κρότων) — у давньогрецькій міфології герой, епонім міста Кротон (нині Кротоне). Мав дружину Лаврету. Його люди захопили місто амазонок, засноване Клетою.
Надав гостинність Гераклу. Кротон намагався врятувати свого тестя Лакіна, який викрав у Геракла корів, але загинув від руки останнього. Геракл випадково вбив його, влаштував чудове поховання і спорудив гробницю, передбачивши, що тут буде місто.
Легенда свідчить, що назва Кротон походить від імені Кротона, сина Еака, якого випадково вбив його друг Геракл. Він, щоб виправити свою помилку і вшанувати друга, який прийняв його, поховав його з урочистою церемонією на березі річки Езар, а потім біля його могили спорудив місто, якому дав своє ім'я.

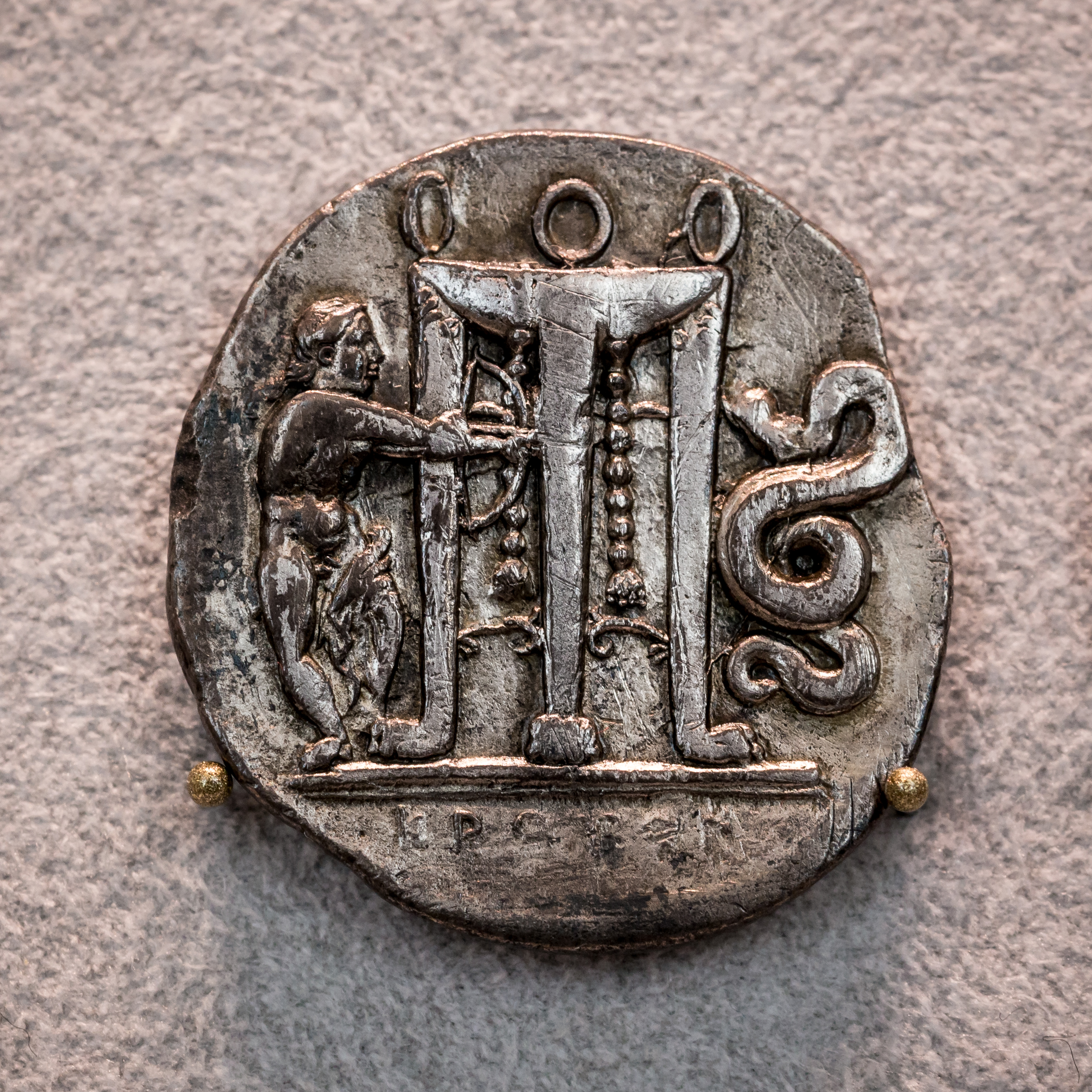
Монета м. Кротон

Згідно з легендою, оракул Аполлона в Дельфах наказав Місцеллу заснувати нову колонію в районі між Лакінієм Акросом, мисом біля входу в Тарентську затоку, і Кримісою, де Тарентська затока змикається із заходу. Міцелл, який перетнув Іонічне море та дослідив ці землі, подумав, що краще зупинитися в Сібарі, вже розквітлому та гостинному, ніж зіткнутися з небезпеками та труднощами заснування нового міста. Тоді розгніваний бог наказав йому поважати відповідь оракула.